# Eugen Bollin
Pater Eugen Bollin OSB (* 15. Februar 1939 in Zürich, heimatberechtigt in Bischofszell) ist ein Schweizer Benediktiner, bildender Künstler, Lyriker und Kunstpädagoge. Sein Werk umfasst Ölmalerei, Zeichnungen, Kohlezeichnungen, Holz- und Linolschnitte, Lithographien, Wandmalerei, Installationen und Lyrik.

## Leben und Werk
Eugen Bollin wuchs in St. Gallen auf und besuchte ab 1954 das Gymnasium im Benediktinerkloster Engelberg. 1960 trat er in das Kloster ein und studierte Theologie und Philosophie. 1965 erfolgte die Priesterweihe.
Bollin besuchte 1966/1967 die Kunstgewerbeschule Luzern und liess sich anschliessend an der Kunstakademie Wien zum Zeichenlehrer ausbilden. Ab 1970 unterrichtete er in der Stiftschule Engelberg die Fächer Zeichnen, Kunstgeschichte, Ästhetik und Deutsch. Von 1970 bis 1988 war er deren Internatspräfekt und von 1988 bis 2006 Klosterprior.
Bollin schuf in den 1970er-Jahren kleinformatige Kohle- und Bleistiftzeichnungen, die das Verhältnis zwischen dem «Lebensraum Kloster» und dem «Lebensraum Welt» thematisieren. Ein wichtiges Bildsymbol dafür war das barocke Klostertor. Zur gleichen Zeit trat Bollin auch als Lyriker in die Öffentlichkeit. Ab den 1980er-Jahren entstanden grossformatige Acrylbilder und in den 1990er-Jahren kamen experimentell gehaltene Holz- und Linolschnitte hinzu. Bollin beschäftigt sich in seinem künstlerischen Schaffen mit dem Weiblichen an sich und mit dem Mutter-und-Kind-Thema. Seine Werke sind teilweise figurativ, gestisch-expressionistisch, teilweise abstrakt gehalten.
Bollin etablierte sich als eine der massgebenden Stimmen der sogenannten «Innerschweizer Innerlichkeit». Diese wurde vom ehemaligen Direktor des Kunstmuseums Luzern Jean-Christophe Ammann gefördert und so schweizweit bekannt gemacht.
Bollin ist seit 1967 Mitglied des Innerschweizer Schriftstellerverbands. 1980 erhielt er anlässlich der Jahresausstellung den Preis der Unterwaldner Künstler. Zudem erhielt er 1990 den Preis der Heinrich-Federer-Stiftung in Sarnen und 1999 den Obwaldner Kulturpreis.